# Tahir Zaman
Tahir Zaman (geboren am 6. März 1969 in Gojra) ist ein ehemaliger pakistanischer Hockeyspieler. Der Mittelfeldspieler der pakistanischen Nationalmannschaft war Olympiadritter 1992 und Weltmeister 1994.

## Sportliche Karriere
Tahir Zaman spielte in Pakistan in der Mannschaft der National Bank of Pakistan.
Sein erster großer internationaler Einsatz war bei den Olympischen Spielen 1988 in Seoul. In Seoul wurde Zaman in vier von sieben Spielen eingesetzt und belegte mit der Mannschaft Pakistans den fünften Platz. Anfang 1990 fand die Weltmeisterschaft in Lahore statt. Pakistan belegte in der Vorrunde den zweiten Platz hinter der deutschen Mannschaft. Mit einem 2:1-Halbfinalsieg über die Australier erreichten die Pakistaner das Finale, dort unterlagen sie den Niederländern mit 1:3. Bei den Asienspielen in Peking, die im Herbst 1990 stattfanden, siegten die Pakistaner vor der indischen Mannschaft.
In Barcelona bei den Olympischen Spielen 1992 gewann Pakistan seine Vorrundengruppe mit fünf Siegen in fünf Spielen. Im Halbfinale unterlagen die Pakistaner der deutschen Mannschaft mit 1:2 nach Verlängerung. Im Spiel um eine Bronzemedaille bezwangen sie die Niederländer mit 4:3. Tahir Zaman erzielte im Turnierverlauf sieben Treffer und war damit zweitbester Torschütze seiner Mannschaft hinter Khalid Bashir mit acht Toren.
Im Oktober 1994 belegte die Mannschaft Pakistans bei den Asienspielen in Hiroshima den dritten Platz hinter der Mannschaft Südkoreas und der indischen Mannschaft. Einen Monat später wurde in Sydney die Weltmeisterschaft 1994 ausgetragen. Die Pakistaner belegten in der Vorrundengruppe den ersten Platz vor den Australiern und erreichten mit einem 5:3 nach Penaltyschießen gegen die Deutschen das Finale. Dort bezwangen sie die niederländische Mannschaft mit 4:3 im Penaltyschießen. Bei den Olympischen Spielen 1996 in Atlanta belegte Zaman mit der Mannschaft Pakistans den sechsten Platz. Zwei Jahre später erreichten die Pakistaner den fünften Platz bei der Weltmeisterschaft 1998.
Nach seiner Karriere als Aktiver begann Tahir Zaman eine Trainerlaufbahn. So war er bei den Olympischen Spielen 2004 Cheftrainer der Mannschaft Pakistans, die den fünften Platz belegte. 2013 war er erneut Nationaltrainer und 2016 Jugendnationaltrainer Pakistans. Bei den Asienspielen 2018 war er Trainer der Nationalmannschaft Omans, die den siebten Platz unter zwölf Mannschaften belegte.